# Монти (район)

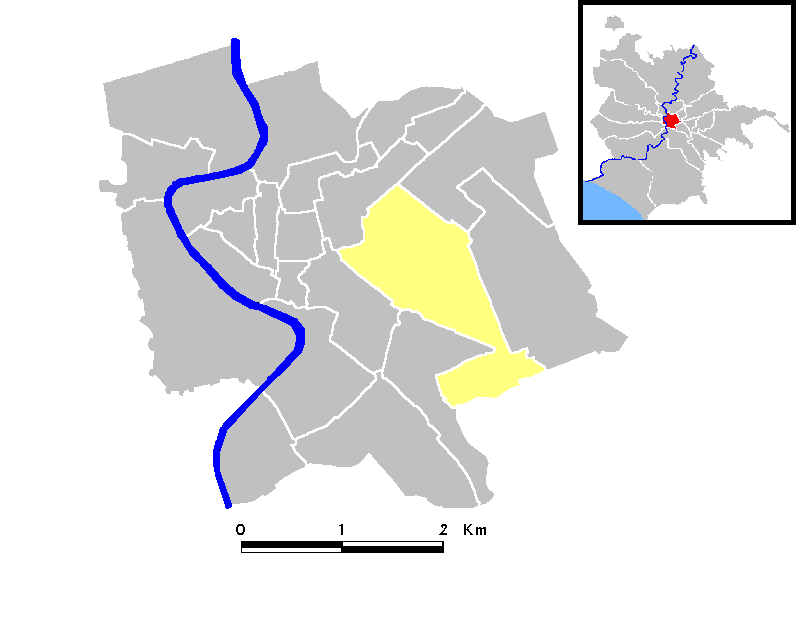
Район Монти на карте Рима

Монти (итал. Monti) — первый (R. I) район Рима. Название переводится с итальянского как «горы». Район обязан своим названием тому факту, что изначально в него входили холмы Эсквилин, Виминал и части Квиринала и Целия. В настоящее время Квиринал и Целий не входят в Монти, а название сохранилось. Гербом района являются три зелёные горы, состоящие из трёх вершин каждая и расположенные на серебряном фоне.

## История

Герб района Монти

В Древнем Риме территория современного района Монти была густо заселена. В возвышенной части между термами Диоклетиана и Субурой располагались домусы патрициев. Эта местность называлась Vicus patricius (современная Виа Урбана). В низменной части современного Монти находился район Субура, населённый плебеями, с множеством притонов, торговцев и проституток. В долине между Капитолием и Палатином располагался Императорский форум.
В Средние века античные акведуки были разрушены. Возникли сложности в доставке воды на холмы Монти. Большинство местных жителей переселилось в район Кампо-Марцио. Оставшиеся использовали тогда ещё питьевую воду из Тибра. Вплоть до начала XIX века район оставался слабо заселённым местом, использовавшимся под виноградники и огороды из-за нехватки питьевой воды и удалённости от Ватикана, бывшего культурным центром той эпохи. Минимальное число жителей сохранялось из-за построенных здесь Латеранской базилики и церкви Санта-Мария-Маджоре, к которым стекались паломники. У жителей Монти в Средневековье сформировалась чёткая идентичность. Местный диалект отличался от говора жителей других районов Рима. В XIV веке это вылилось в соперничество и многочисленные кровавые стычки с жителями Трастевере.
Урбанистический бум XIX века и большие стройки фашистского режима полностью изменили внешний вид Монти. В 1920—30-х годах при строительстве виа-дей-Фори-Империали была разрушена практически вся низменная часть района. Тогда же на поверхность были подняты руины Императорского форума.

## Знаменитые личности
Ангел Римский (в миру Франциск Паоли) — блаженный римско-католической церкви, иеромонах ордена кармелитов (OCarm), брат милосердия и отец бедных. Основал в Монти церковь и монастырь Святого Мартина, при которых открыл приют для бедных.

## География
Монти граничит с кварталом Аппио-Латино (Q.IX Appio Latino) и пятью районами:
- Треви: по via Ventiquattro Maggio, largo Magnanapoli, via del Quirinale
- Кастро-Преторио: по via Quattro Fontane, via Depretis, piazza Esquilino, Виа Кавур
- Эсквилино: по via Merulana, largo Brancaccio, piazza San Giovanni in Laterano
- Челио: по via di San Giovanni in Laterano, via della Navicella, via di Santo Stefano Rotondo и площади Колизея
- Кампителли: по Виа-дей-Фори-Империали

В районе Монти расположены станции метро Кавур и Колоссео линии Би Римского метрополитена.

## Достопримечательности

### Церкви

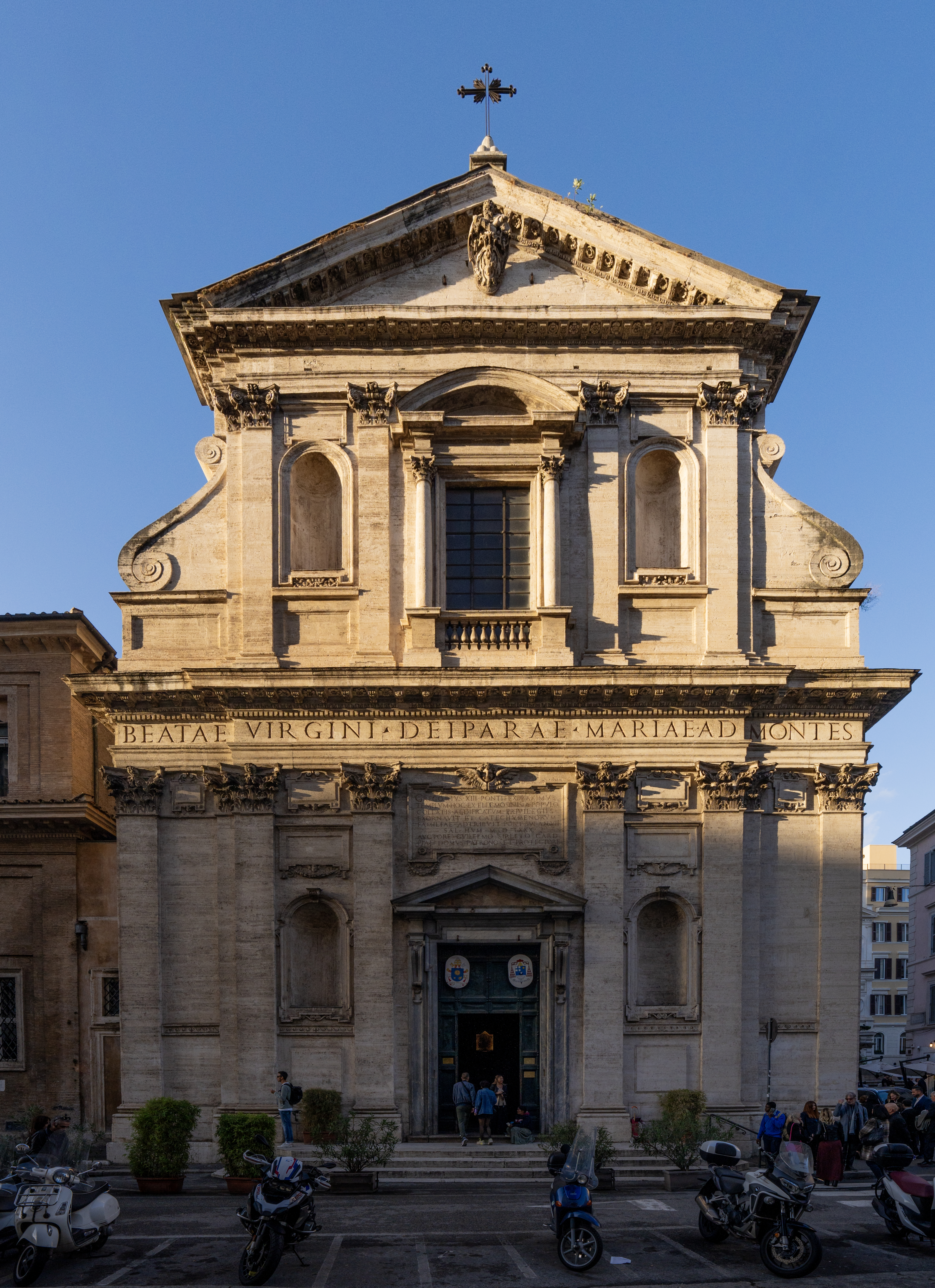
Санта-Мария-ай-Монти

- Сант-Агата-деи-Готи / Chiesa di Sant’Agata dei Goti
- Сант-Андреа-аль-Квиринале / Sant’Andrea al Quirinale
- Сан-Карло-алле-Куаттро-Фонтане / San Carlo alle Quattro Fontane
- Базилика Святого Климента / Basilica di San Clemente al Laterano
- Chiesa di San Francesco di Paola
- Санта-Мария-деи-Монти
- Санта-Мария-Маджоре / Basilica di Santa Maria Maggiore
- Сан-Мартино-ай-Монти / Chiesa Santa Maria ai Monti
- Санта-Прасседе / Basilica di Santa Prassede
- Сан-Пьетро-ин-Винколи / Basilica di San Pietro in Vincoli
- Санта-Пуденциана / Basilica di Santa Pudenziana
- Санто-Стефано-Ротондо / Santo Stefano Rotondo
- Basilica di San Vitale
- Chiesa dei Santi Andrea e Bartolomeo
- Латеранская базилика / Basilica di San Giovanni in Laterano
- Battistero lateranense
- Chiesa dei Santi Marcellino e Pietro
- Chiesa di Sant’Anna al Laterano
- Chiesa di Santa Lucia in Selci
- Chiesa dei Santi Sergio e Bacco degli Ucraini
- Chiesa dei Santi Gioacchino e Anna ai Monti
- Chiesa dei Santi Gioacchino e Anna alle Quattro Fontane
- Chiesa di San Salvatore ai Monti
- Chiesa dei Santi Quirico e Giulitta
- Chiesa di Santa Caterina a Magnanapoli
- Chiesa dei Santi Domenico e Sisto|Santi Domenico e Sisto
- Chiesa di San Bernardino in Panisperna
- Chiesa di San Lorenzo in Fonte
- Chiesa di San Lorenzo in Panisperna
- Chiesa di Gesù Bambino all’Esquilino
- Chiesa di San Giovanni Battista dei Cavalieri di Rodi
- Chiesa di Santa Maria del Buon Consiglio
- Chiesa di Santa Maria della Neve al Colosseo
- Chiesa di San Filippo Neri all’Esquilino
- Cappella della Mater Boni Consilii
- Oratorio del Preziosissimo Sangue
- Chiesa di San Giuseppe di Cluny
- Oratorio della Santissima Vergine Addolorata (не освящена)
- Chiesa di Santa Maria in Carinis (не освящена)
- Chiesa di San Paolo primo eremita (не освящена)
- Chiesa di Santa Maria Annunziata delle Turchine (не освящена)
- Chiesa di San Basilio al Foro di Augusto (разрушена)
- Chiesa di Santa Maria delle Lauretane (разрушена)
- Chiesa di Santa Maria Maddalena al Quirinale (разрушена)
- Chiesa di Santa Chiara al Quirinale (разрушена)
- Chiesa di Sant’Urbano a Campo Carleo (разрушена)
- Chiesa evangelica battista ai Monti

### Дворцы

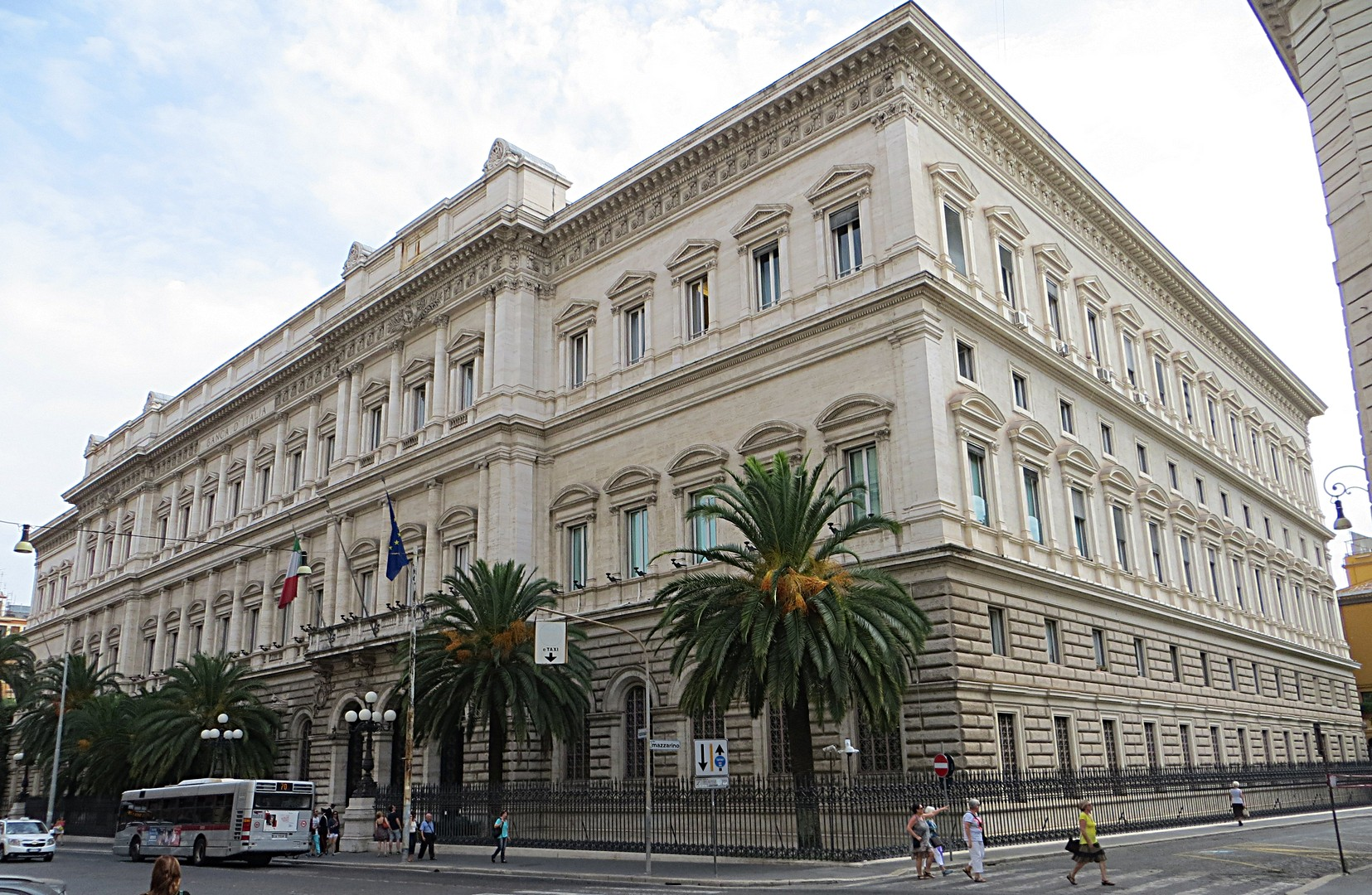
Палаццо Кох

- Латеранский дворец / Palazzo del Laterano
- Palazzo Brancaccio
- Palazzo Koch
- Palazzo Del Grillo
- Palazzo Pallavicini Rospigliosi
- Palazzo del Viminale
- Выставочный дворец / Palazzo delle Esposizioni
- Istituto Leonardo Da Vinci

### Башни
- Torre delle Milizie
- Torre degli Annibaldi
- Torre dei Conti
- Torri dei Capocci

### Площади
- largo Angelicum
- largo Magnanapoli
- piazza degli Zingari
- piazza Del Grillo
- piazza del Quirinale
- piazza del Viminale
- piazza della Navicella
- piazza della Suburra
- piazza di Porta San Giovanni
- piazza Esquilino
- piazza Iside
- piazza Madonna dei Monti
- piazza San Clemente
- piazza San Francesco da Paola
- piazza San Giovanni in Laterano
- piazza San Martino ai Monti
- piazza San Pietro in Vincoli

### Улицы
- Виа Кавур / via Cavour
- Виа Национале / via Nazionale

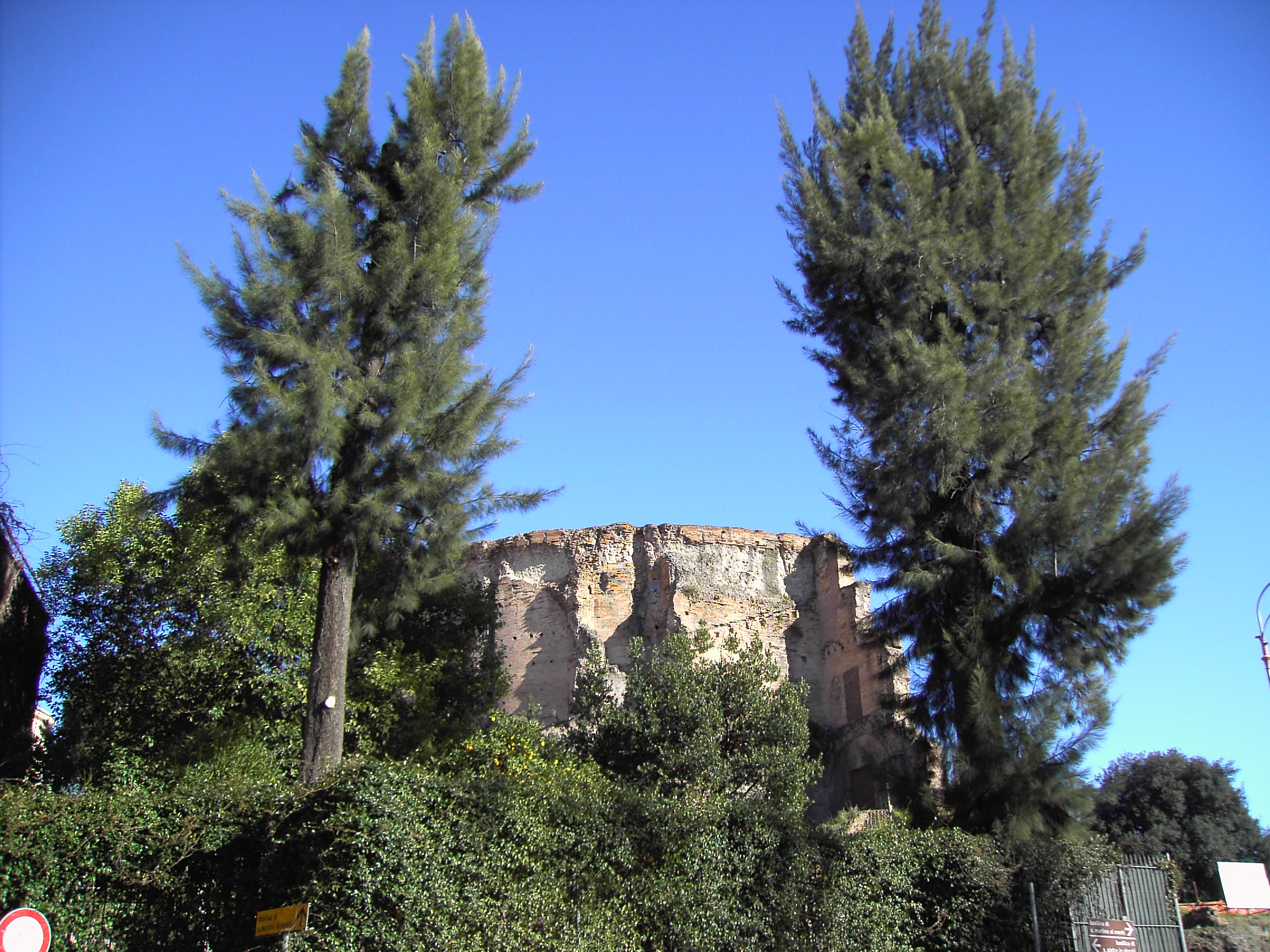
Термы Тита

- Виа-дей-Фори-Империали / via dei Fori Imperiali
- largo Brancaccio
- via Labicana

### Места раскопок
- Форум Августа
- Форум Цезаря
- Форум Нервы
- Форум Траяна
- Рынок Траяна
- Золотой дом Нерона
- Термы Траяна
- Термы Тита